# コマッコウ
 コマッコウ（小抹香、Kogia breviceps）は、ハクジラ亜目コマッコウ科コマッコウ属に属する小型のクジラである。

## 分類
1838年に、フランスの動物学者アンリ・ブランヴィルによって新種として報告されている。
ハクジラ亜目としては最も巨大な種類であるマッコウクジラとは近縁であり、後述の通り生態にも類似性が見られる。
コマッコウとオガワコマッコウの分類については、長い間議論が行われてきた。
以前はこれらは単一の種であるとされることが一般的であったが、1966年、スミソニアン博物館の生物学者により別々の種であるという結論が出され、今日では同属の異なる種として扱われることが一般的である。

## 形態

ヒトとの大きさの比較

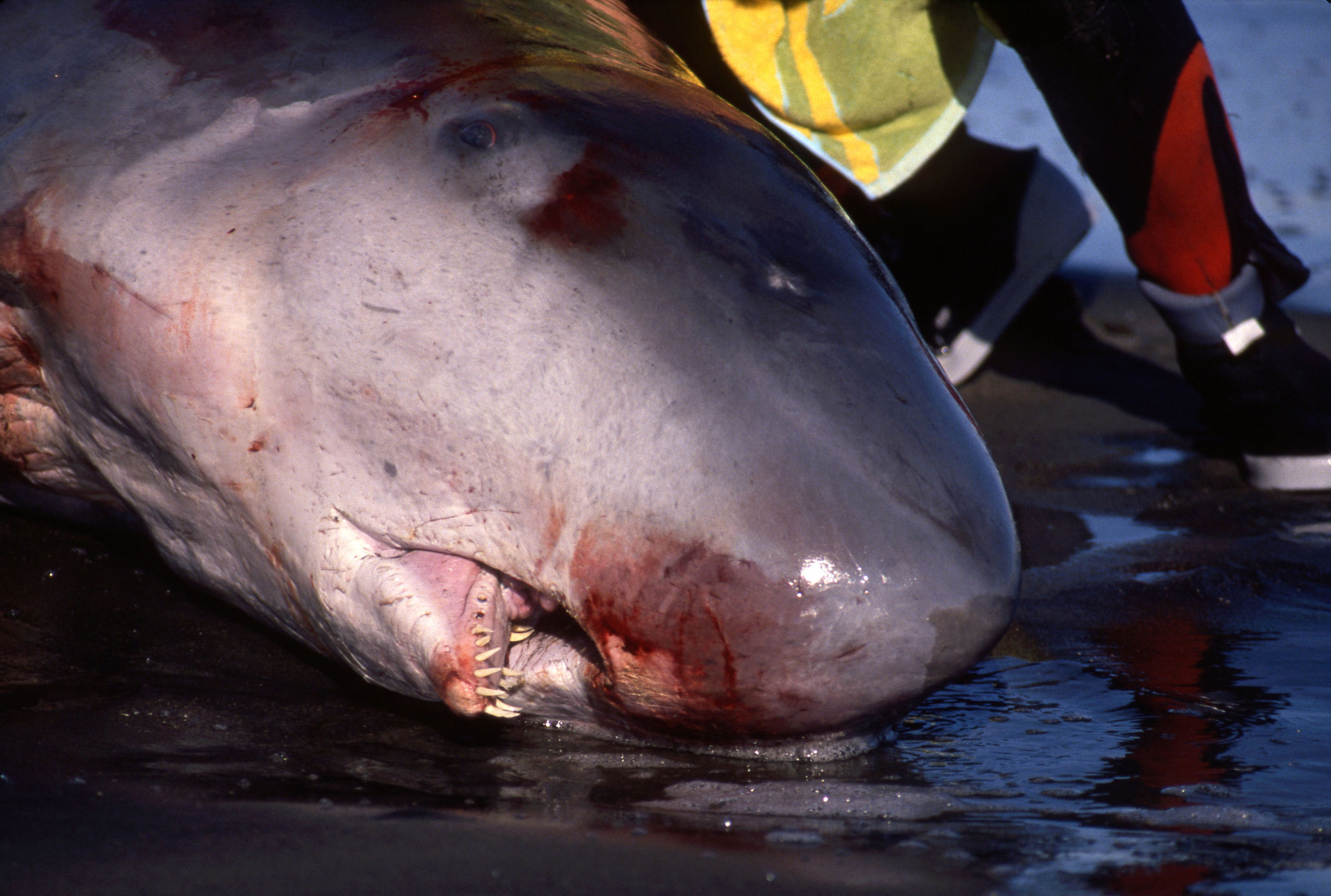
頭部の様相

コマッコウは属に「クジラ」と呼ばれる種類としては最も小さな部類に属し、「イルカ」と比べてもさほど大きくはない。
産まれた直後の体長は1.2メートル程度であり、成長すると体長3.5メートル、体重400キログラムとなる。
腹側はクリーム色あるいはピンクがかっており、背側および側面は青っぽい灰色であるが、これらが混ざったような体色であることもある。
体長に比べて頭部は大きく、横から見ると膨れているように見える。下顎は上顎に比べて非常に小さい。20本から32本の歯を有するが、全て下顎に生えている。噴気孔は左右の中心ではなく、若干左側に位置している。背びれは非常に小さく、湾曲しており、背びれの大きさの違いによってオガワコマッコウとの識別を行うことができる。
眼の後方（尾側）に、「偽鰓（ぎさい）」と呼ばれる鰓に似た模様がある。

## 生態

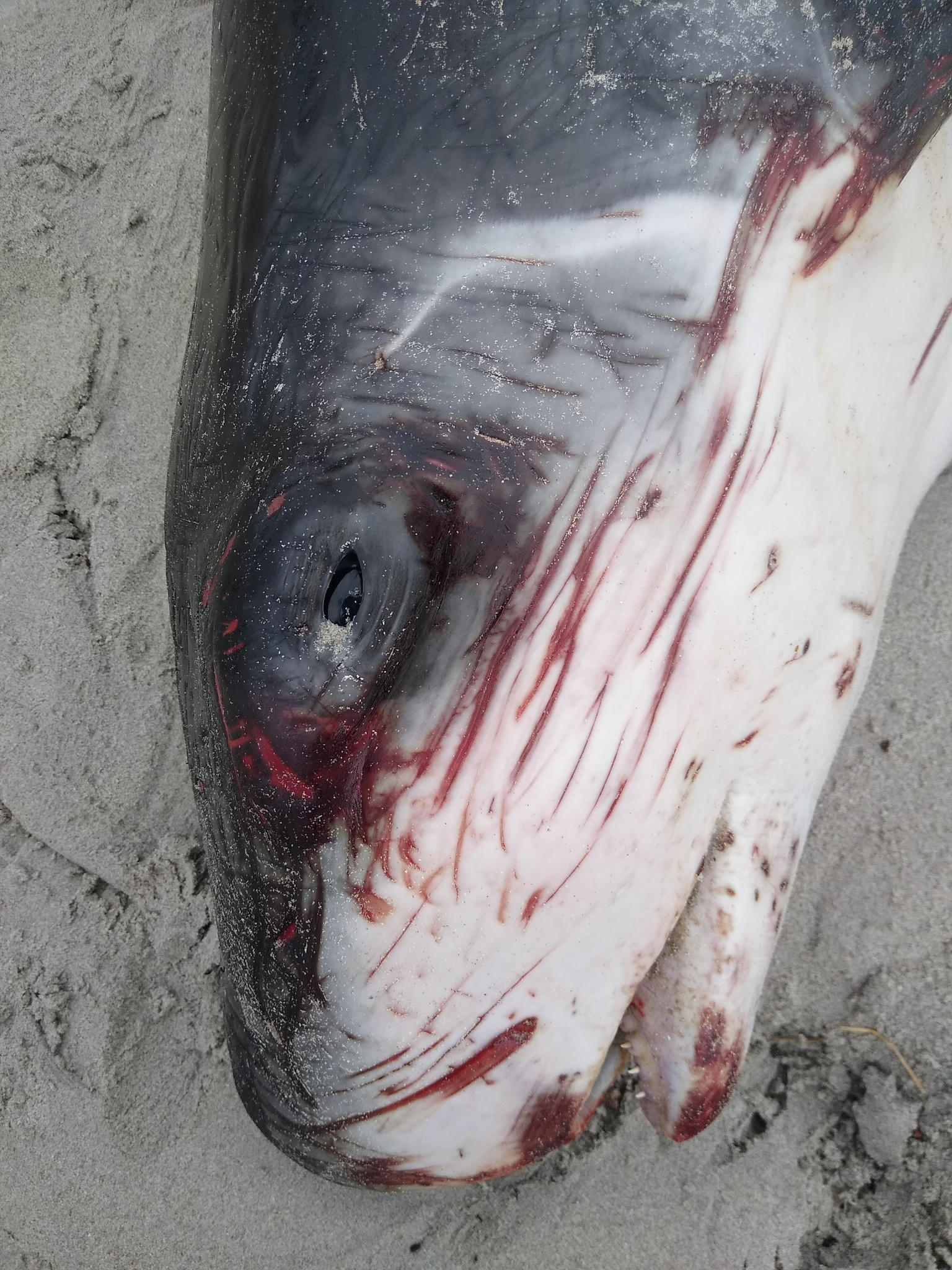
南アフリカにて。

海上で観察されることは珍しく、多くの研究は座礁した個体や漂着した試料に基づいてなされているに過ぎないため、不明な点も多い。
コマッコウもマッコウクジラと同様に、前頭部から鯨蝋を採取することが可能である。腸には暗赤色の液体を含む袋状の器官があり、怯えた際にはその液体を噴出することが知られている。これは捕食者を混乱させ、方向を見誤らせるためであると考えられている。
行動は非常に地味である。音をほとんど立てずに海面からゆっくりと上昇し、しばらくの間、その態勢を保つという行動を行うことがある。そのため、日本では「浮きクジラ（Floating Whale）」と呼ばれることもある。
潜水の動作も比較的に緩慢であり、単に海面から見えなくなる、といった風情である。
人間の乗っている船には近付いてくるというよりも、むしろ、逃げていくことが多い。
ブリーチング（ほぼ垂直にジャンプして身体を水面上に表した後、身体を横に倒して体側で着水する行為）は観察された例はあるが、あまり行わない。
単独で行動することが多いが、最高6頭の群が観察されている。主食はイカやカニである。

## 生息域と生息数

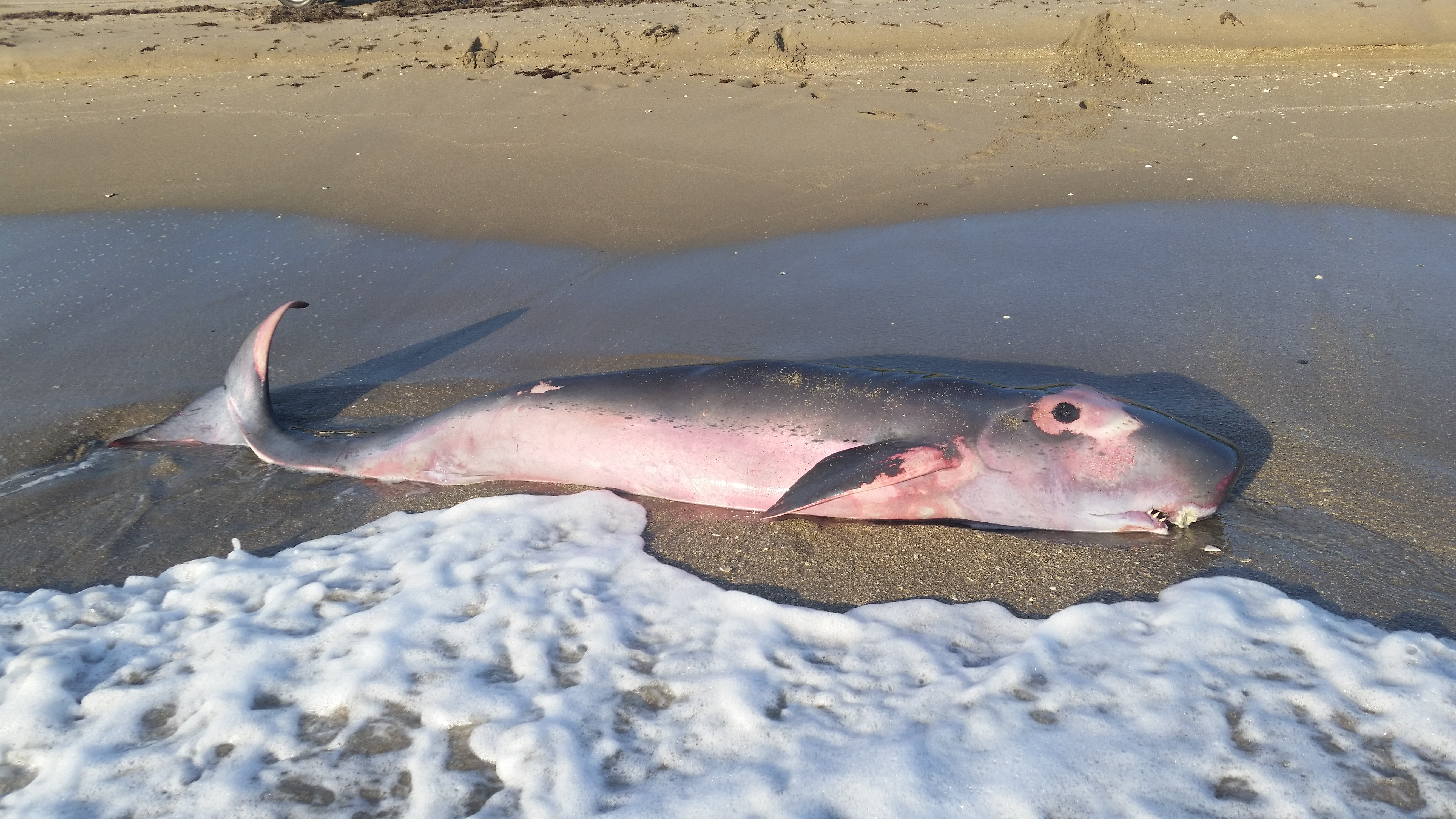
フロリダ州にて。

コマッコウは、海上において観察されることが非常に稀であるため、正確な生息域や回遊などについては不明な点も多いため、座礁や混獲などによる死亡個体や試料に基づいて研究されることが多い。
一般的には太平洋、大西洋、インド洋の温暖な海域に棲息し、外洋性であり比較的沖合を好むと考えられている。
全生息数は不明であるが、通常は稀少な種であるとされている。しかしながら、多数の個体が集団で海浜に座礁する現象（マス・ストランディングス）が時折報告されることから、従来考えられているよりも多数が棲息している可能性もある。

## 人間との関り

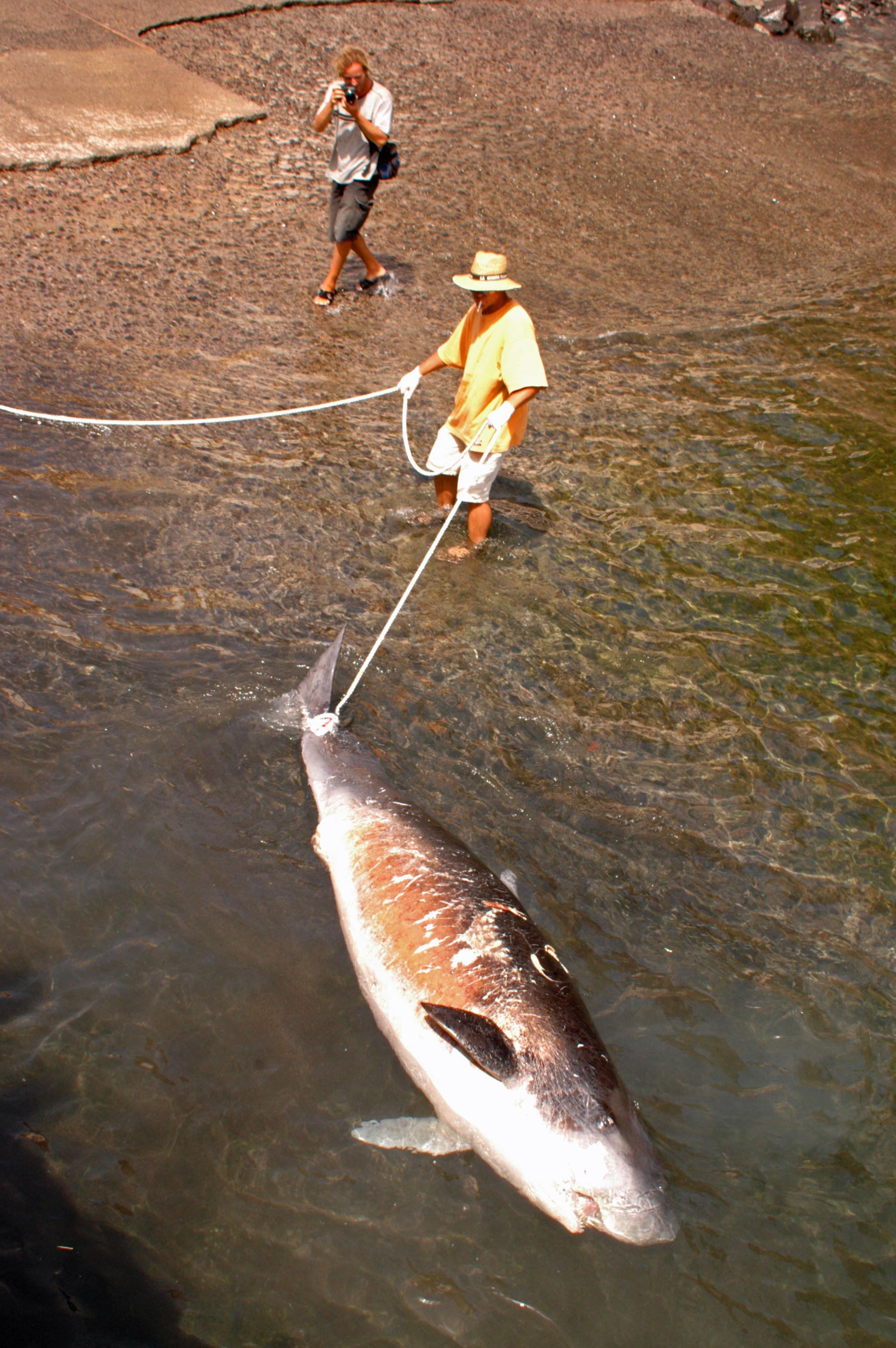
混獲の事例（ラ・ゴメラ島）

コマッコウが大規模な捕鯨の対象とされたことはないが、たとえばインドネシア、日本、小アンティル諸島においては小規模な捕獲がなされていた。
流し網による混獲の被害も知られている。
座礁した個体の腹部からビニール袋が見つかることもあり、懸念点の一つである。
これらのことがコマッコウの生息に対し、長期的に影響を与えるかどうかは現時点では明確ではない。

### 日本国内における保護・飼育
2003年1月28日に、千葉県南房総市の長者川河口で座礁したコマッコウが鴨川シーワールドで保護され、2004年2月26日まで飼育された。飼育期間は395日間で日本最長であった。
2011年1月14日には、宮城県仙台市宮城野区の七北田川河口付近でコマッコウが座礁しているのが発見され、マリンピア松島水族館で保護された。このコマッコウは順調に回復し、同水族館で展示されたものの、同年3月11日に発生した東北地方太平洋沖地震の津波によるポンプ故障で水質が悪化したため死亡した。